# Vista Hermosa, Corregidora
Vista Hermosa är en ort i Mexiko.   Den ligger i kommunen Corregidora och delstaten Querétaro Arteaga, i den centrala delen av landet, 180 km nordväst om huvudstaden Mexico City. Vista Hermosa ligger 1 917 meter över havet och antalet invånare är 354.
Terrängen runt Vista Hermosa är kuperad åt sydost, men åt nordväst är den platt. Runt Vista Hermosa är det ganska tätbefolkat, med 104 invånare per kvadratkilometer. Närmaste större samhälle är Santiago de Querétaro, 6,8 km norr om Vista Hermosa. Omgivningarna runt Vista Hermosa är en mosaik av jordbruksmark och naturlig växtlighet.